# Beringovsky (huyện)
Huyện Beringovsky (tiếng Nga: ? райо́н) là một huyện hành chính tự quản (raion), của Khu tự trị Chukotka, Nga. Huyện có diện tích 38072 kilômét vuông. Trung tâm của huyện đóng ở Nagorniy.